# Paronímia
Paronímia (do grego antigo παρώνυμἱα, transl. parōnymía, de παρά-, transl. pará-, 'junto, ao lado de', e  ὄνομἰα,  transl. ónomía, 'nome') é a relação entre palavras que apresentam  sentido diferente e forma semelhante, o que provoca, com alguma frequência, confusão. Essas palavras apresentam grafia e pronúncia parecida, mas  significados diferentes.
Os parônimos (português brasileiro) ou parónimos (português europeu) podem ser também palavras homófonas, ou seja, a pronúncia de palavras parônimas pode ser a mesma.

## Exemplos
Veja alguns exemplos de palavras parônimas:
| Palavra 1 | Significado/Função                                                              | Palavra 2        | Significado/Função | Palavra 3 | Significado/Função                   |
| --- | ------------------------------------------------------------------------------- | ---------------- | --- | --------- | ------------------------------------ |
| acender | dar luz                                                                         | ascender         | subir |           |                                      |
| acento | inflexão tônica                                                                 | assento          | dispositivo para sentar-se |           |                                      |
| bocal | embocadura                                                                      | bucal            | relativo a boca |           |                                      |
| cartola | chapéu alto                                                                     | quartola         | coco grande |           |                                      |
| comprimento | extensão                                                                        | cumprimento      | ato de cumprir, saudação |           |                                      |
| conselho | opinião, reunião ou assembleia de ministros                                     | concelho         | município (Portugal) |           |                                      |
| conserto | reparo                                                                          | concerto         | apresentação musical |           |                                      |
| coro | grupo de cantores                                                               | couro            | pele de animal |           |                                      |
| deferimento | concessão, atendimento                                                          | diferimento      | adiamento, dilação |           |                                      |
| delatar | denunciar                                                                       | dilatar          | retardar, estender |           |                                      |
| descrição | representação                                                                   | discrição        | reserva |           |                                      |
| descriminar | inocentar                                                                       | discriminar      | distinguir |           |                                      |
| despensa | compartimento                                                                   | dispensa         | desobriga (verbo), demissão ou isenção (substantivo) |           |                                      |
| destratar | insultar                                                                        | distratar        | desfazer (contrato) |           |                                      |
| emergir | vir à tona                                                                      | imergir          | mergulhar |           |                                      |
| eminência | altura, excelência                                                              | iminência        | proximidade de ocorrência |           |                                      |
| emitir | expressar, enviar, transmitir por rádio ou televisão                            | imitir           | fazer entrar, introduzir-se, infiltrar-se em, investir, empossar |           |                                      |
| enfestar | dobrar ao meio                                                                  | infestar         | assolar |           |                                      |
| enformar | meter em fôrma                                                                  | informar         | avisar; dar notícia; ensinar, instruir; tomar conhecimento, inteirar-se (informação; informante; informativo; informática; informatizar; informatização; informe) |           |                                      |
| entender | compreender, ter conhecimento, concluir, considerar                             | intender         | exercer vigilância, administrar, coordenar; aumentar a intensidade, intensificar, exacerbar |           |                                      |
| incipiente | que está no início, iniciante                                                   | insipiente       | ignorante, tolo, simples |           |                                      |
| lenimento | suavizante                                                                      | linimento        | medicamento para fricções |           |                                      |
| migrar | mudar de um local para outro                                                    | emigrar          | deixar um país para morar em outro | imigrar   | entrar num país, vindo de outro      |
| peão | que anda a pé; peça de xadrez                                                   | pião             | espécie de brinquedo |           |                                      |
| pleito | discussão; eleição                                                              | preito           | homenagem |           |                                      |
| recrear | divertir; proporcionar recreio                                                  | recriar          | criar de novo |           |                                      |
| se | pronome átono, 3ª conjugação                                                    | si               | pronome tônico, 3ª conjugação |           |                                      |
| suar | transpirar                                                                      | soar             | emitir som |           |                                      |
| tráfego | trânsito                                                                        | tráfico          | negócio ilícito |           |                                      |
| vadear | passar o vau                                                                    | vadiar           | passar vida ociosa |           |                                      |
| venoso | relativo a veias                                                                | vinoso           | que produz vinho |           |                                      |
| vez | ocasião, momento                                                                | vês              | verbo ver na 2ª pessoa do singular |           |                                      |
| veraz | verdadeiro, que fala verdade                                                    | verás            | verbo ver na 2ª p. sing. do futuro do presente |           |                                      |
| vultoso | volumoso, de grande proporção                                                   | vultuoso         | inchado, atacado de edema facial |           |                                      |
| usuário | aquele que usa, cliente                                                         | usurário         | avarento, muito apegado a dinheiro |           |                                      |
| súbita | inesperada; repentina                                                           | súdita           | dependente; subordinada; submissa |           |                                      |
| flagrante | evidente                                                                        | fragrante        | perfumado |           |                                      |
| inflação | desvalorização de dinheiro                                                      | infração         | violação |           |                                      |
| infligir | aplicar castigo ou pena                                                         | infringir        | violar; desrespeitar | inflingir | não existe                           |
| intenção | propósito; desejo                                                               | intensão         | intensidade; força |           |                                      |
| precedente | que vem antes                                                                   | procedente       | proveniente; derivado; resultante |           |                                      |
| mandado | ordem judicial                                                                  | mandato          | período de um cargo político |           |                                      |
| tráfego | trânsito                                                                        | tráfico          | comércio ilegal |           |                                      |
| treplicar | responder a uma réplica                                                         | triplicar        | multiplicar por três |           |                                      |
| proeminente | saliente no aspecto f                                                           | preeminente      | nobre |           |                                      |
| eminente | notável; ilustre                                                                | iminente         | imediato; urgente |           |                                      |
| imergir | mergulhar                                                                       | emergir          | vir à tona |           |                                      |
| emissão = ato de pôr em circulação; imissão - ato de fazer entrar; imisção - intromissão, ingerência; ato de intrometer-se |                                                                                 |                  | |           |                                      |
| decente descente | decoroso que desce                                                              | docente discente | relativo a professor relativo a aluno |           |                                      |
| estádio | praça de esportes                                                               | estágio          | preparação; período; fase |           |                                      |
| apóstrofo | sinal gráfico                                                                   | apóstrofe        | figura de linguagem |           |                                      |
| aposto (ô) | termo da oração                                                                 | aposto (ó)       | verbo apostar | apóstolo  | cada um dos doze discípulos de Jesus |
| descargo | alívio                                                                          | desencargo       | desobrigação de um encargo |           |                                      |
| evasão | fuga                                                                            | invasão          | ato de invadir |           |                                      |
| estalar | rachar; latejar; estrelar                                                       | instalar         | inserir; introduzir (daí instalador e instalação) |           |                                      |
| prescrever | determinar; orientar                                                            | proscrever       | proibir; abolir |           |                                      |
| sustar | suspender                                                                       | suster           | sustentar; controlar; nutrir |           |                                      |
| esbaforido | ofegante                                                                        | espavorido       | apavorado |           |                                      |
| absorver | ingerir; consumir; sorver; aspirar                                              | absolver         | perdoar; inocentar |           |                                      |
| ratificar | confirmar                                                                       | retificar        | corrigir |           |                                      |
| caução | depósito; fiança; penhor                                                        | calção           | short; bermuda (Portugal); futebol (Brasil) |           |                                      |
| câmara | assembleia; conselho                                                            | câmera           | variante de câmara filmadora ou máquina fotográfica cinegrafista; operador cinematográfico; cameraman |           |                                      |
| conjetura / conjectura | suposição                                                                       | conjuntura       | situação; circunstância |           |                                      |
| elidir | eliminar                                                                        | ilidir           | refutar |           |                                      |
| estância | morada                                                                          | instância        | jurisdição |           |                                      |
| subentender | supor; inferir                                                                  | subtender        | estender por baixo formar uma corda pela união das extremidades de um arco (geometria) |           |                                      |
| preposição | elemento de ligação (gramática) contrato de negócios (direito) ato de pôr antes | proposição       | proposta, sugestão oração, sentença (gramática) expressão ou enunciado (lógica) |           |                                      |
| possível | praticável                                                                      | passível         | suscetível; sujeito |           |                                      |
| revezar | substituir alternadamente                                                       | revisar          | conferir, rever, corrigir, fazer revisão |           |                                      |
| místico | misterioso, espiritual, simbólico                                               | mítico           | inventado, lendário, imaginário, fictício |           |                                      |
| causal | relativo à causa                                                                | casual           | eventual |           |                                      |
| aleatório | acidental, fortuito                                                             | alheatório       | que alheia, desvia e se aliena |           |                                      |
| antologia | coletânea, seleção, coleção, compilação                                         | ontologia        | estudo do ser |           |                                      |
| preferir | escolher, antepor                                                               | preterir         | desconsiderar, excluir, exceder | proferir  | dizer, pronunciar                    |
| prenunciar | predizer, prever, profetizar                                                    | pronunciar       | dizer, proferir (daí pronúncia e pronunciamento) |           |                                      |
| fruir | desfrutar, usufruir, aproveitar                                                 | fluir            | decorrer, originar-se, correr, passar, rolar, dissipar-se |           |                                      |
| prenome | nome de batismo; nome próprio                                                   | pronome          | palavra variável que substitui, retoma ou acompanha o substantivo, indicando-o como pessoa do discurso ou situando-o no espaço, no tempo e no texto Pode ser classificado em pessoal, possessivo, demonstrativo, indefinido, interrogativo, relativo, reflexivo, recíproco, caso reto, caso oblíquo e de tratamento |           |                                      |
| subversão | revolta; insubordinação; perversão; corrupção                                   | subvenção        | subsídio; incentivo; auxílio; contribuição; patrocínio; financiamento |           |                                      |
| incontinente | imoderado; excessivo; descontrolado; sem continência                            | incontinenti     | latim = sem demora; imediatamente; sem intervalo; sem interrupção; o mais rápido possível |           |                                      |

## Malapropismo
É o uso de palavras parônimas ou não, voluntariamente ou involuntariamente, geralmente com efeito cômico. É de uso frequente entre os humoristas.
O termo tem origem na língua inglesa, no adjetivo malapropos (citado pela primeira vez no dicionário Oxford em 1630), que, por sua vez, provém da expressão francesa "mal à propos" (lit. "mal a propósito", isto é, despropositado).
"Malapropismo" é encontrado (junto com a variante malaprop) na peça de 1775 Os rivais (The rivals) de Richard Brinsley Sheridan, em que a personagem Sra. Malaprop frequentemente comete equívocos com palavras.
O personagem Constable Dogberry, de Shakespeare, na peça Much Ado About Nothing (Muito barulho por nada), também faz as mesmas confusões vocabulares, inspirando um outro termo, um neologismo: "dogberryismo".

### Exemplos de malapropismo
"Este menino é muito impossível!" em vez de "Este menino é muito impulsivo!"
"A alegria da festa era contagiosa." em vez de "A alegria da festa era contagiante." 
Embora ambas as palavras significam algo que se transmite por contágio, devem ser usadas em situações específicas.  
Contagioso usa-se somente para doenças. Contagiante usa-se para todos os outros significados. 